# Fluoration de l'eau
Pour les articles homonymes, voir Fluoration.

Pourcentage de population disposant d'eau fluorée (artificiellement ou naturellement)
80–100%
60–80%
40–60%
20–40%
1–20%
< 1%
Inconnu

La fluoration de l'eau est l'ajustement contrôlé de fluor sous forme d'ions fluorure (F−)  dans le système de distribution d'eau potable afin de réduire les cas de carie dentaire. Cette eau contient du fluor à un niveau qui est efficace pour prévenir les caries ; cela peut se produire naturellement ou en l'ajoutant. Elle agit sur la surface des dents : dans la bouche en créant de faibles niveaux dans la salive, ce qui réduit la vitesse à laquelle l'émail des dents se déminéralise et augmente la vitesse à laquelle il se reminéralise dans les premiers stades de la carie. En général, un composé fluoré est ajouté à l'eau potable, un processus qui, aux États-Unis, coûtait en moyenne en 2001 environ 1,11 dollar par personne et par an. La défluoration est nécessaire lorsque le niveau naturel dépasse les limites recommandées. En 2011, l'Organisation mondiale de la santé suggère un niveau de fluorure entre 0,5 et 1,5 mg/L en fonction du climat, de l'environnement local et d'autres sources de fluorure. L'eau en bouteille présente en général des niveaux inconnus.  

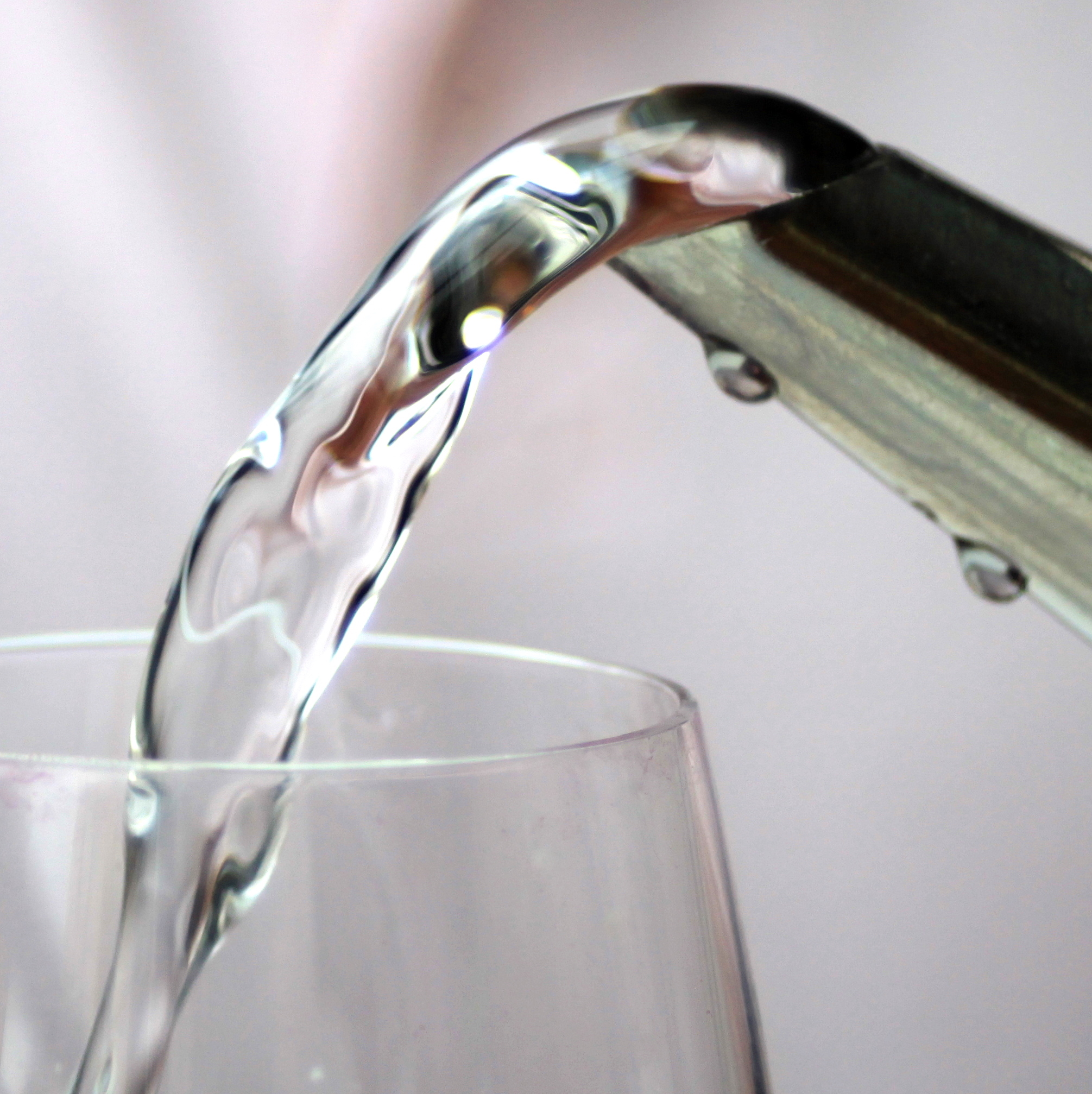
La fluoration n'influence ni l’apparence, ni le gout ou l'odeur de l'eau potable.

Historiquement, dans les pays où cela se pratique (depuis 1945 aux États-Unis), le fluor est ajouté à l'eau sous forme de fluorure de sodium (bien plus facilement et durablement soluble dans l'eau que le fluorure de calcium présent naturellement dans l'environnement). Puis les sociétés ou régies de distribution d'eau utilisent de plus en plus le fluorosilicate de sodium, de l'acide hexafluorosilicique (aussi appelé acide fluorosilicique ou acide fluosilicique), et en utilise dans plus de 90 % des programmes.
Dans quelques régions du monde, certaines eaux de nappe phréatique sont riches en fluorure de calcium, au point de dégrader les dents (fluorose) ou de rendre l'eau toxique.
La fluoration de l'eau publique est pratiquée pour la première fois aux États-Unis. En 2012, 25 pays mettent en place une fluoration artificielle de l'eau à divers degrés, 50 % de leur population qui boit de l'eau fluorée dans 11 pays. Vingt-huit autres pays ont une eau naturellement fluorée, bien que dans beaucoup d'entre eux il est supérieur au niveau autorisé.
En 2012, environ 435 millions de personnes dans le monde ont reçu de l'eau fluorée au niveau recommandé (soit environ 5,4 % de la population mondiale):56. Environ la moitié d'entre elles vivent aux États-Unis. De grandes organisations de santé telles que l'OMS et la Fédération dentaire mondiale soutiennent que la fluoration de l'eau est sûre et efficace. Les Centres pour le contrôle et la prévention des maladies citent la fluoration de l'eau comme l'une des dix grandes réalisations du XXe siècle en matière de santé publique aux États-Unis. Certains pays et communautés ont abandonné la fluoration, tandis que d'autres l'ont étendue,. Les opposants à cette pratique affirment que ni les avantages ni les risques n'ont été suffisamment étudiés, et débattent du conflit entre ce qui pourrait être considéré comme une médication de masse et les libertés individuelles,.

## Objectif

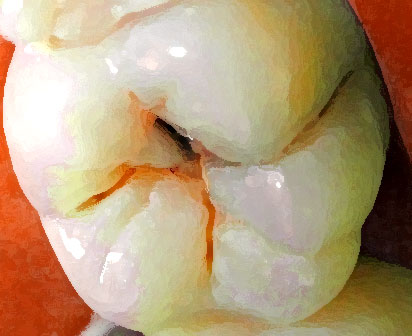
Une carie commence dans l'extérieur de l'émail avant de s'étendre à la dentine et à la pulpe à l'intérieur de la dent.

La fluoration de l'eau a pour objectif de prévenir la carie dentaire en ajustant la concentration de fluor dans les approvisionnements publics en eau. La carie dentaire est l'une des maladies chroniques les plus répandues dans le monde. Bien qu'elle soit rarement mortelle, celle-ci peut causer de la douleur et nuire à l'alimentation, à l'élocution, à l'apparence du visage et à l'acceptation dans la société, ainsi qu'affecter grandement la qualité de vie des enfants, particulièrement ceux de faible statut socioéconomique. Dans la plupart des pays industrialisés, la carie dentaire touche 60 à 90 % des écoliers et la grande majorité des adultes ; bien que le problème semble moins important dans les pays en développement d'Afrique, il devrait s'y aggraver dans plusieurs pays en raison d'un changement de régime alimentaire et d'une exposition insuffisante au fluor. Aux États-Unis, les minorités et les pauvres ont tous deux des taux plus élevés de dents cariées et manquantes, et leurs enfants ont moins de soins dentaires. Une fois qu'une carie apparait, le sort de la dent est celui de restaurations répétées, avec des estimations de la durée de vie médiane d'une obturation dentaire en amalgame allant de 9 à 14 ans. La maladie bucco-dentaire est la quatrième maladie la plus coûteuse à traiter. La motivation pour la fluoration du sel ou de l'eau est similaire à celle du sel iodé pour la prévention de l'hypothyroïdie congénitale (en) et du goitre.
Le but de la fluoration de l'eau est de prévenir une maladie chronique dont les charges pèsent particulièrement sur les enfants et les pauvres. Un autre des objectifs était de combler les inégalités en matière de santé et de soins dentaires. Certaines études suggèrent que la fluoration réduit les inégalités entre les riches et les pauvres en matière de santé bucco-dentaire, mais les preuves sont limitées. Il existe des preuves anecdotiques mais non scientifiques que le fluor permet de consacrer plus de temps aux soins dentaires en ralentissant la progression de la carie dentaire, et qu'il simplifie le traitement en provoquant la plupart des caries dans les creux et les fissures des dents. D'autres examens ont constaté qu'il n'y avait pas suffisamment de preuves pour déterminer si la fluoration de l'eau réduit les disparités sociales en matière de santé bucco-dentaire.
Les organisations de santé et dentaires du monde entier ont approuvé sa sécurité et son efficacité. Son utilisation a commencé en 1945, à la suite d'études sur des enfants dans une région où les niveaux de fluor sont naturellement plus élevés dans l'eau. D'autres recherches ont montré qu'une fluoration modérée prévient la carie dentaire.

## Méthode de fluoration

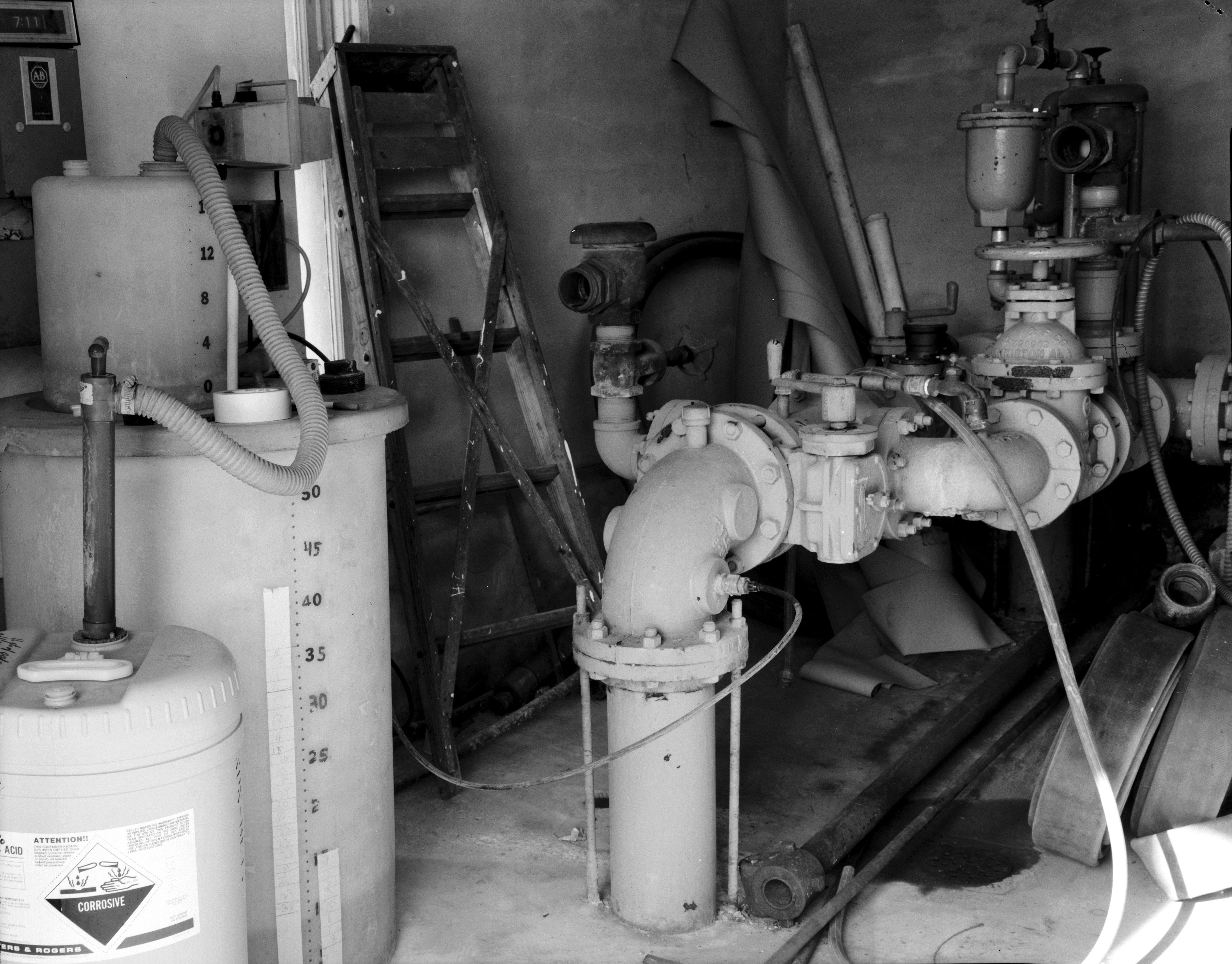
Diffuseur de fluor (à gauche) dans la station de pompage d'un château d'eau d'une localité du Minnesota en 1987.

La fluoration n'affecte pas l'apparence, le goût ou l'odeur de l'eau potable. Elle est normalement accomplie en ajoutant à l'eau un des trois composés suivants : le fluorure de sodium, l'acide fluorosilicique ou le fluorosilicate de sodium. 
- Le fluorure de sodium (NaF) a été le premier composé utilisé et constitue l'étalon de référence (en)[29]. C'est une poudre ou un cristal blanc inodores ; la forme cristalline est préférée si on la manipule manuellement, car elle minimise la poussière[30]. Il est plus coûteux que les autres composés, mais il est facile à manipuler et est habituellement utilisé par les petites entreprises de services publics[31]. Il est toxique en quantités de l'ordre du gramme par ingestion ou inhalation[32].
- L'acide fluorosilicique (H2SiF6) est l'additif le plus couramment utilisé pour la fluoration de l'eau aux États-Unis[33]. C'est un sous-produit liquide peu coûteux de la fabrication d'engrais phosphatés[29]. Il est disponible en diverses concentrations, souvent de 23 à 25 % ; comme il contient beaucoup d'eau, son expédition peut être coûteuse[30]. Il est également connu sous les noms d'acide hexafluorosilicique, hexafluosilicique, hydrofluosilicique et silicofluorique[29].
- Le fluorosilicate de sodium (Na2SiF6) est le sel de sodium de l'acide fluorosilicique. C'est une poudre ou un cristal très fin qui est plus facile à expédier que l'acide fluorosilicique. Il est également connu sous le nom de silicofluorure de sodium[30].

Ces composés ont été choisis pour leur solubilité, leur sécurité, leur disponibilité et leur faible coût. Un recensement effectué en 1992 a révélé que, pour les systèmes d'approvisionnement en eau publics des États-Unis qui déclarent le type de composé utilisé, 63 % de la population a reçu de l'eau fluorée avec de l'acide fluorosilicique, 28 % avec du fluorosilicate de sodium et 9 % avec du fluorure de sodium.

### Recommandations
Les Centres pour le contrôle et la prévention des maladies américains ont élaboré des recommandations pour la fluoration de l'eau qui précisent les exigences en matière de personnel, de signalement, de formation, d'inspection, de contrôle, de surveillance et de mesures à prendre en cas de suralimentation, ainsi que les exigences techniques pour chaque composé important utilisé.
Bien que le fluor ait été un temps considéré comme un nutriment, le Conseil national de recherches des États-Unis (U.S. National Research Council) a depuis retiré cette désignation en raison du manque d'études démontrant qu'il est essentiel à la croissance humaine, tout en considérant toujours le fluor comme un « élément bénéfique » en raison de son impact positif sur la santé buccodentaire. Le groupe scientifique sur les produits diététiques, la nutrition et les allergies (NDA) de l'Autorité européenne de sécurité des aliments considère que le fluor n'est pas un nutriment essentiel, mais, en raison des effets bénéfiques du fluor alimentaire sur la prévention des caries dentaires, elle a défini une valeur d'apport nutritionnel conseillé (ANC) pour celui-ci. L'ANC de fluor de toutes les sources (y compris les sources non alimentaires) est de 0,05 mg/kg de poids corporel par jour pour les enfants et les adultes, y compris les femmes enceintes et les mères allaitantes.
En 2011, le département de la Santé et des Services sociaux (HHS) et l'Agence de protection de l'environnement (EPA) des États-Unis ont abaissé le niveau de fluor recommandé à 0,7 mg/L. En 2015, la Food and Drug Administration (FDA) américaine, se fondant sur la recommandation du U.S. Public Health Service (PHS) concernant la fluoration des systèmes d'eau communautaires, a recommandé que les fabricants d'eau embouteillée limitent le fluor dans l'eau embouteillée à un maximum de 0,7 milligramme par litre (mg/L) (ce qui équivaut à des parties par million).
Les recommandations précédentes étaient fondées sur des évaluations datant de 1962, lorsque les États-Unis ont précisé que le niveau optimal de fluorure devait se situer entre 0,7 et 1,2 mg/L (ou parties par million), selon la température quotidienne maximale moyenne de l'air ; le niveau optimal est plus bas dans les climats chauds, où les gens boivent plus d'eau, et plus élevé dans les climats plus frais.
Ces normes ne sont pas appropriées pour toutes les régions du monde, où les niveaux de fluor pourraient être excessifs et où le ce dernier devrait être éliminé de l'eau, et sont fondées sur des hypothèses devenues obsolètes avec l'essor de la climatisation et l'utilisation accrue des sodas, des aliments transformés, du dentifrice fluoré et d'autres sources de fluor. En 2011, l'Organisation mondiale de la santé a déclaré que 1,5 mg/L devrait être une limite supérieure absolue et que 0,5 mg/L pourrait être une limite inférieure appropriée. Une étude méthodique australienne de 2007 recommandait une fourchette allant de 0,6 à 1,1 mg/L. 

Zones géographiques associées à une eau souterraine possédant plus de 1.5 mg de fluor présent à l'état naturel, ce qui est au-dessus des niveaux recommandés.

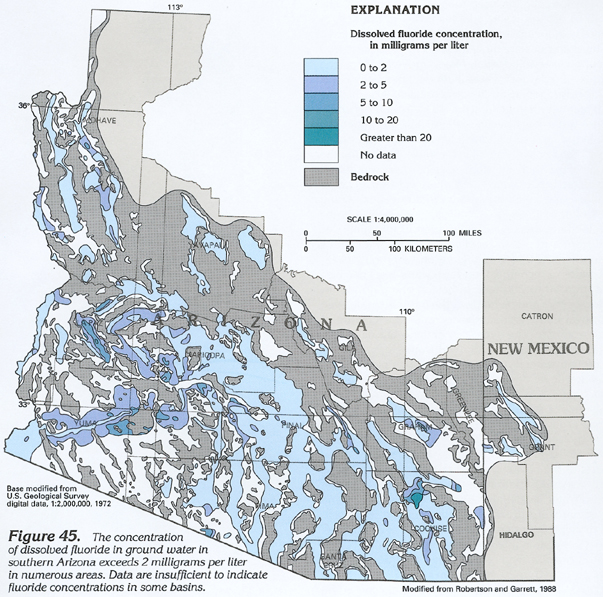
Détail du Sud de l'Arizona. Les zones avec des bleus plus sombres ont des eaux souterraines contenant plus de 2 mg de fluor naturellement présent.

### Occurrences
Le fluor naturellement présent dans l'eau peut avoir un taux supérieur, égal ou inférieur aux niveaux recommandés. Les rivières et les lacs contiennent généralement des niveaux de fluorure inférieurs à 0,5 mg/L, mais les eaux souterraines, en particulier dans les zones volcaniques ou montagneuses, peuvent en contenir jusqu'à 50 mg/L. On trouve des concentrations plus élevées de fluor dans les roches volcaniques alcalines, hydrothermales, sédimentaires et d'autres roches provenant de magmas très évolués et de solutions hydrothermales, et ce fluor se dissout dans l'eau avoisinante sous forme de fluorure. Dans la plupart des eaux potables, plus de 95 % du fluor total est sous forme d'ion F−, le complexe magnésium-fluorure (MgF+) étant le suivant le plus courant. Comme les niveaux de fluorure dans l'eau sont habituellement contrôlés par la solubilité de la fluorine (CaF2), des niveaux élevés de fluorure naturel sont associés à des eaux alcalines, douces et pauvres en calcium. La défluoration est nécessaire lorsque le niveau de fluorure naturel dépasse les limites recommandées. Elle peut être réalisée par percolation de l'eau à travers des lits granulaires d'alumine activée, de farine d'os, de noir animal ou de phosphate tricalcique ; par coagulation avec de l'alun ; ou par précipitation avec de la chaux.
Les filtres à eau montés sur pichet ou sur robinet ne modifient pas la teneur en fluorure ; les filtres à osmose inverse, plus coûteux, éliminent de 65 à 95 % du fluorure, et la distillation élimine tout le fluorure. Certaines eaux embouteillées contiennent du fluorure non déclaré, qui peut être présent naturellement dans les eaux de source, ou si l'eau provient d'un approvisionnement public qui a été fluorée. La FDA indique que les produits d'eau embouteillée étiquetés comme étant déionisés, purifiés, déminéralisés ou distillés ont été traités de manière à ne contenir aucune quantité de fluorure ou seulement des traces, à moins qu'ils ne mentionnent spécifiquement le fluorure comme ingrédient ajouté.

## Éléments probants
Les preuves existantes suggèrent que la fluoration de l'eau réduit la carie dentaire. Des preuves cohérentes suggèrent également qu'elle provoque de la fluorose dentaire, dont la plupart sont bénignes et ne posent en général pas de problème esthétique,. Il n'existe pas de preuves claires quant à d'autres effets néfastes, même si presque toutes les recherches en la matière ont été de mauvaise qualité.

### Efficacité

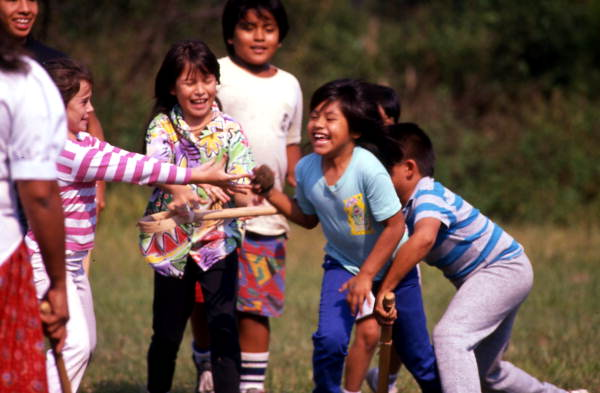
La fluoration de l'eau diminue la formation de caries chez l'enfant,,. Pour de nombreux enfants américains, il s'agit de leur principale source d'exposition au fluor.

Des études ont montré que la fluoration de l'eau diminue les caries chez l'enfant,,. La conclusion concernant l'efficacité chez les adultes est moins claire, certaines études concluant à un bénéfice et d'autres pas,. Des études menées aux États-Unis dans les années 1950 et 1960 ont montré que la fluoration de l'eau réduisait les caries infantiles de 50 à 60 %, tandis que des études menées en 1989 et 1990 ont montré des réductions plus faibles (40 % et 18 % respectivement), probablement en raison de l'utilisation croissante du fluor provenant d'autres sources, notamment le dentifrice, et aussi de l'« effet de halo » des aliments et des boissons qui sont fabriqués dans des zones fluorées et consommés dans des zones non fluorées.
Une revue systématique réalisée en 2000 au Royaume-Uni (York) a révélé que la fluoration de l'eau était associée à une diminution de 15 % de la proportion d'enfants souffrant de caries et à une diminution du nombre de dents de lait cariées, manquantes et plombées (la diminution moyenne était de 2,25 dents). L'examen a révélé que les preuves étaient de qualité modérée : peu d'études ont tenté de réduire les biais des observateurs, de contrôler les facteurs de confusion, de rapporter les mesures de variance ou d'utiliser une analyse appropriée. Bien qu'aucune différence majeure entre la fluoration naturelle et artificielle ne soit apparente, les preuves étaient insuffisantes pour tirer une conclusion sur les différences. Une revue systématique australienne de 2007 a utilisé les mêmes critères d'inclusion que celle de York, plus une étude supplémentaire. Cela n'a pas affecté les conclusions de York. Une revue systématique de la Commission européenne de 2011 a basé son efficacité sur la conclusion de la revue de York. Une revue systématique Cochrane de 2015 a estimé que la réduction des caries lorsque la fluoration de l'eau était utilisée par des enfants qui n'avaient pas accès à d'autres sources de fluorure était de 35 % pour les dents de lait et de 26 % pour les dents permanentes . Les preuves étaient de mauvaise qualité. 
Le fluorure peut aussi prévenir les caries chez les adultes de tous âges. Une méta-analyse réalisée en 2007 par des chercheurs du CDC a révélé que la fluoration de l'eau permettait d'éviter environ 27 % des caries chez les adultes, soit à peu près la même proportion que celle évitée par l'exposition à n'importe quelle méthode d'administration du fluorure (29 % en moyenne). Une étude de la Commission européenne de 2011 a révélé que les avantages de la fluoration de l'eau pour les adultes en termes de réduction des caries sont limités. Une étude Cochrane de 2015 n'a trouvé aucune recherche concluante concernant l'efficacité de la fluoration de l'eau chez les adultes. Une étude de 2016 a trouvé des preuves de qualité variable que, dans l'ensemble, l'arrêt des programmes communautaires de fluoration de l'eau était souvent suivi d'une augmentation des caries.
La plupart des pays d'Europe ont connu une baisse substantielle du nombre de caries sans recourir à la fluoration de l'eau, grâce à l'introduction de dentifrices fluorés et à la large utilisation d'autres produits contenant du fluor, notamment les bains de bouche, les compléments alimentaires et les gels, mousses ou vernis appliqués ou prescrits par des professionnels. Par exemple, en Finlande et en Allemagne, les taux de caries dentaires sont restés stables ou ont continué à baisser après l'arrêt de la fluoration de l'eau dans les communautés où l'exposition au fluorure provenant d'autres sources est très répandue. La fluoration reste cependant clairement nécessaire aux États-Unis car, contrairement à la plupart des pays européens, les États-Unis ne disposent pas de soins dentaires en milieu scolaire, de nombreux enfants ne consultent pas régulièrement un dentiste et, pour de nombreux enfants américains, la fluoration de l'eau est la principale source d'exposition au fluor. L'efficacité de la fluoration de l'eau peut varier en fonction des circonstances, par exemple si les soins dentaires préventifs sont gratuits pour tous les enfants.

### Fluorose

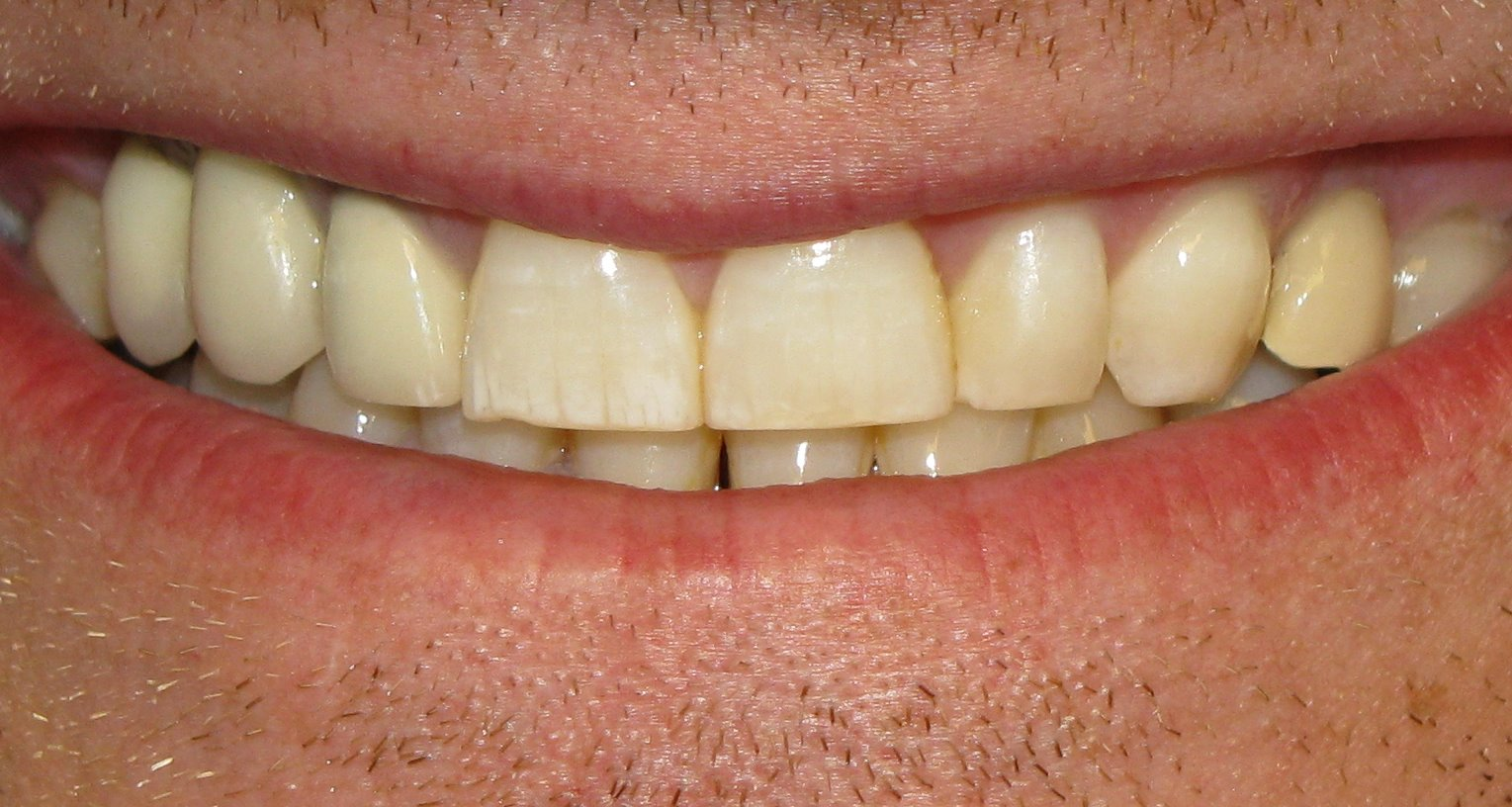
Un cas de fluorose dentaire légère, visible sous forme de stries blanches sur l'incisive centrale supérieure droite du sujet.

Les effets indésirables du fluor dépendent de la dose totale de fluor provenant de toutes les sources. À la dose généralement recommandée, le seul effet indésirable évident est la fluorose dentaire, qui peut modifier l'apparence des dents des enfants pendant le développement de ces dernières ; il s'agit le plus souvent d'un effet bénin et il est peu probable qu'il présente un impact réel sur l'aspect esthétique ou sur la santé publique. En avril 2015, les niveaux de fluorure recommandés aux États-Unis ont été modifiés de 0,7 à 1,2 ppm à 0,7 ppm pour réduire le risque de fluorose dentaire. L'étude Cochrane de 2015 a estimé que pour un niveau de fluorure de 0,7 ppm, le pourcentage de participants atteints de fluorose présentant un problème esthétique était d'environ 12 %. Ce pourcentage passe à 40 % si l'on considère la fluorose à un niveau qui ne pose pas de problème esthétique. Aux États-Unis, une fluorose dentaire légère ou très légère a été signalée chez 20 % de la population, une fluorose modérée chez 2 % et une fluorose grave chez moins de 1 %.
La période critique d'exposition se situe entre un et quatre ans, le risque se terminant vers l'âge de huit ans. La fluorose peut être évitée en surveillant toutes les sources de fluorure, l'eau fluorée étant directement ou indirectement responsable d'environ 40 % du risque et d'autres sources, notamment le dentifrice, étant responsables des 60 % restants. Par rapport à l'eau naturellement fluorée à 0,4 mg/L, on estime que la fluoration à 1 mg/L provoque une fluorose supplémentaire chez une personne sur six (95 % IC 4-21 personnes), et une fluorose supplémentaire d'ordre esthétique chez une personne sur 22 (95 % IC 13,6-∞ personnes).  Ici, le terme « préoccupation esthétique » est utilisé dans une échelle standardisée basée sur ce que les adolescents trouveraient inacceptable, tel que mesuré par une étude de 1996 sur des jeunes britanniques de 14 ans. Dans de nombreux pays industrialisés, la prévalence de la fluorose augmente même dans les communautés non fluorées, principalement en raison du fluorure provenant du dentifrice avalé. Une étude systématique de 2009 a indiqué que la fluorose est associée à la consommation de préparations pour nourrissons ou d'eau ajoutée pour reconstituer la préparation, que les preuves étaient faussées par un biais de publication et que les preuves que le fluorure de la préparation causait la fluorose étaient faibles. Aux États-Unis, le déclin des caries dentaires s'est accompagné d'une augmentation de la fluorose dans les communautés fluorées et non fluorées ; en conséquence, le fluor a été réduit de diverses manières dans le monde entier dans les préparations pour nourrissons, le dentifrice pour enfants, l'eau et les programmes de supplémentation en fluor.

### Sûreté, toxicité et santé environnementale
La fluoration à faible dose a peu d'effet sur le risque de fracture osseuse ; elle peut entrainer un risque de fracture légèrement plus faible que des niveaux excessivement élevés de fluoration ou l'absence de fluoration.
Il n'y a pas de lien clair entre la fluoration et le cancer ou les décès dus au cancer, tant pour le cancer en général que pour le cancer des os et l'ostéosarcome en particulier,. À la fin du XXe siècle, on considérait que les autres effets indésirables n'étaient pas suffisamment démontrés pour en tirer une conclusion fiable.
Le fluorure peut être naturellement présent dans l'eau à des taux bien supérieures aux niveaux recommandés, ce qui peut avoir plusieurs effets néfastes à long terme, notamment :
- une fluorose dentaire grave ;
- une fluorose squelettique avec affaiblissement des os ;
- un nombre croissant d'études a conclu à un effet de déficit de cognition, par exemple observé chez l'enfant d’âge scolaire pour une performance cognitive mesurée par exemple : 1) via la capacité à faire des dessins de sujets familiers (tests de dessin d'enfant, dessin d'animal, d'une maison et/ou de personnes) et 2) par un apprentissage associé jumelé (PAL)[56]. 
L'eau fluoré a un effet neurotoxique se traduisant par un inhibition des facultés d'apprentissage du cerveau (effet qui augmente avec la dose) de fluor ingérée[57]. D'autres études par exemple conduites par Goodman et al. (2022)[58] ; Grandjean (2019)[59] ; Das et Monda (2016)[60] ; Grandjean et Landrigan (2014) ; Choi et al. (2012)[61] ; Tang et al. (2008)[62] ou encore la NRC aux États-Unis en 2006 [63] ont observé une baisse de quotient intellectuel (QI) chez les enfants exposés à une eau trop fluorée ; bien que 3 études (Aggeborn et Oehman en 2021[64] ; Barberio et al. en 2017[65] et Broadbent et coll. en 2015[66]) n'aient pas observé cet effet.
- dans de rares cas, une surfluoration accidentelle du réseau d'eau potable a causé des flambées d'intoxication aiguë au fluor, avec des symptômes tels que nausées, vomissements et diarrhées. Trois épidémies de ce type ont été signalées aux États-Unis entre 1991 et 1998, causées par des concentrations de fluorure atteignant 220 mg/L ; lors de l'épidémie de 1992 en Alaska, 262 personnes sont tombées malades et une personne est décédée[67]. En 2010, environ soixante gallons de fluorure ont été rejetés dans l'approvisionnement en eau à Asheboro, en Caroline du Nord, en 90 minutes — une quantité qui devait être libérée en 24 heures[68].

Les services des eaux des pays développés réduisent donc les niveaux de fluorure à des niveaux maximums réglementés dans les régions où les niveaux naturels sont élevés, et l'OMS et d'autres groupes travaillent avec les pays et les régions du monde en développement où les niveaux de fluorure sont naturellement excessifs pour atteindre des niveaux sûrs. L'Organisation mondiale de la santé recommande une valeur maximale de fluorure de 1,5 mg/L comme niveau auquel la fluorose devrait être minimale.
Comme d'autres additifs courants de l'eau tels que le chlore, l'acide hydrofluosilicique et le silicofluorure de sodium diminuent le pH et provoquent une légère augmentation de la corrosion, mais ce problème est facilement résolu en augmentant le pH. Bien que l'on ait émis l'hypothèse que l'acide hydrofluosilicique et le silicofluorure de sodium pourraient augmenter l'absorption de plomb par l'homme à partir de l'eau, une analyse statistique de 2006 n'a pas confirmé les inquiétudes selon lesquelles ces produits chimiques provoquent des concentrations de plomb plus élevées dans le sang des enfants. Des traces d'arsenic et de plomb peuvent être présentes dans les composés fluorés ajoutés à l'eau, mais il n'existe aucune preuve crédible que leur présence est préoccupante : les concentrations sont inférieures aux limites de mesure.
L'effet de la fluoration de l'eau sur l'environnement naturel a été étudié et aucun effet néfaste n'a été établi. Les questions étudiées ont porté sur les concentrations de fluorure dans les eaux souterraines et les rivières en aval, les pelouses, les jardins et les plantes, la consommation de plantes cultivées dans de l'eau fluorée, les émissions atmosphériques et le bruit des équipements.

## Action du fluor sur les caries dentaires
Le fluorure exerce son effet principal en interférant avec le mécanisme de déminéralisation de la carie dentaire. La carie dentaire est une maladie infectieuse dont la caractéristique principale est l'augmentation, au sein de la plaque dentaire, de bactéries telles que Streptococcus mutans et Lactobacillus. Celles-ci produisent des acides organiques lorsque des glucides, en particulier du sucre, sont consommés. Lorsque la production d'acide est suffisante pour abaisser le pH en dessous de 5,5, l'acide dissout l'hydroxyapatite carbonée, le principal composant de l'émail des dents, dans un processus appelé déminéralisation. Une fois que le sucre a disparu, une partie de la perte minérale peut être récupérée - ou reminéralisée - à partir des ions dissous dans la salive. Les caries apparaissent lorsque le taux de déminéralisation dépasse le taux de reminéralisation, généralement dans un processus qui nécessite plusieurs mois ou années.

Déminéralisation et reminéralisation de l'émail en présence d'acide et de fluoridedans la salive et le liquide de la plaque dentaire.

Toutes les méthodes de fluoration, y compris la fluoration de l'eau, créent de faibles niveaux d'ions fluorure dans la salive et le liquide de la plaque dentaire, exerçant ainsi un effet topique ou de surface. Une personne vivant dans une zone où l'eau est fluorée peut voir sa concentration de fluorure dans la salive augmenter jusqu'à environ 0,04 mg/L plusieurs fois par jour. Techniquement, ce fluorure n'empêche pas les caries mais contrôle plutôt la vitesse à laquelle elles se développent. Lorsque des ions fluorure sont présents dans le liquide de la plaque avec l'hydroxyapatite dissoute, et que le pH est supérieur à 4,5, un placage reminéralisé de type fluorapatite se forme sur la surface restante de l'émail ; ce placage est beaucoup plus résistant aux acides que l'hydroxyapatite d'origine, et se forme plus rapidement que ne le serait un émail reminéralisé ordinaire. L'effet de prévention de la carie du fluorure est principalement dû à ces effets de surface, qui se produisent pendant et après l'éruption dentaire. Bien qu'une partie du fluorure systémique (corps entier) retourne à la salive via le plasma sanguin, et aux dents non éruptives via le plasma ou le liquide de crypte, il existe peu de données pour déterminer quels pourcentages de l'effet anti-carie du fluorure proviennent de ces mécanismes systémiques. De plus, bien que le fluor affecte la physiologie des bactéries dentaires, son effet sur la croissance bactérienne ne semble pas être pertinent pour la prévention de la carie.

### Effets
Les effets du fluor dépendent de l'apport quotidien total de fluor provenant de toutes les sources. Environ 70 à 90 % du fluor ingéré est absorbé par le sang, où il se distribue dans tout l'organisme. Chez les nourrissons, 80 à 90 % du fluor absorbé est retenu, le reste étant excrété, principalement par l'urine ; chez les adultes, environ 60 % est retenu. Environ 99 % du fluor retenu est stocké dans les os, les dents et d'autres zones riches en calcium, où des quantités excessives peuvent provoquer une fluorose. L'eau potable est généralement la principale source de fluorure. Dans de nombreux pays industrialisés, l'ingestion de dentifrice est la principale source d'exposition au fluorure dans les communautés non fluorées. Parmi les autres sources figurent les produits dentaires autres que le dentifrice, la pollution atmosphérique due au charbon contenant du fluor ou aux engrais phosphatés, le trona, utilisé pour attendrir la viande en Tanzanie, et les feuilles de thé, en particulier les briques de thé favorisées dans certaines régions de Chine. Des niveaux élevés de fluorure ont été trouvés dans d'autres aliments, notamment l'orge, le manioc, le maïs, le riz, le taro, les ignames et le concentré de protéines de poisson. L'Académie de médecine des États-Unis a établi des Apports nutritionnels conseillés pour le fluorure : Les apports adéquats vont de 0,01 mg/jour pour les nourrissons âgés de 6 mois ou moins, à 4 mg/jour pour les hommes âgés de 19 ans et plus ; et l'apport maximal tolérable est de 0,10 mg/kg/jour pour les nourrissons et les enfants jusqu'à l'âge de 8 ans, et de 10 mg/jour par la suite. Une estimation approximative est qu'un adulte dans un climat tempéré consomme 0,6 mg/jour de fluorure sans fluoration, et 2 mg/jour avec fluoration. Cependant, ces valeurs diffèrent grandement entre les régions du monde : par exemple, dans le Sichuan, en Chine, l'apport quotidien moyen en fluor n'est que de 0,1 mg/jour dans l'eau potable, mais de 8,9 mg/jour dans les aliments et de 0,7 mg/jour directement dans l'air, en raison de l'utilisation de charbon doux à haute teneur en fluor pour la cuisson et le séchage des aliments à l'intérieur.

## Alternatives à la fluoration de l'eau
Les avis sur la méthode la plus efficace pour la prévention collective de la carie dentaire sont partagés. L'étude du gouvernement australien indique que la fluoration de l'eau est le moyen le plus efficace pour obtenir une exposition au fluorure à l'échelle de la communauté. L'étude de la Commission européenne indique qu'« aucun avantage évident n'apparaît en faveur de la fluoration de l'eau par rapport à la prévention topique ». D'autres thérapies au fluor sont également efficaces pour prévenir la carie dentaire ; elles comportent le dentifrice au fluor, le bain de bouche, le gel et le vernis, ainsi que la fluoration du sel et du lait. Les scellants dentaires sont eux aussi efficaces, les estimations des caries évitées allant de 33 % à 86 %, selon l'âge du scellant et le type d'étude.

### Dentifrices au fluor

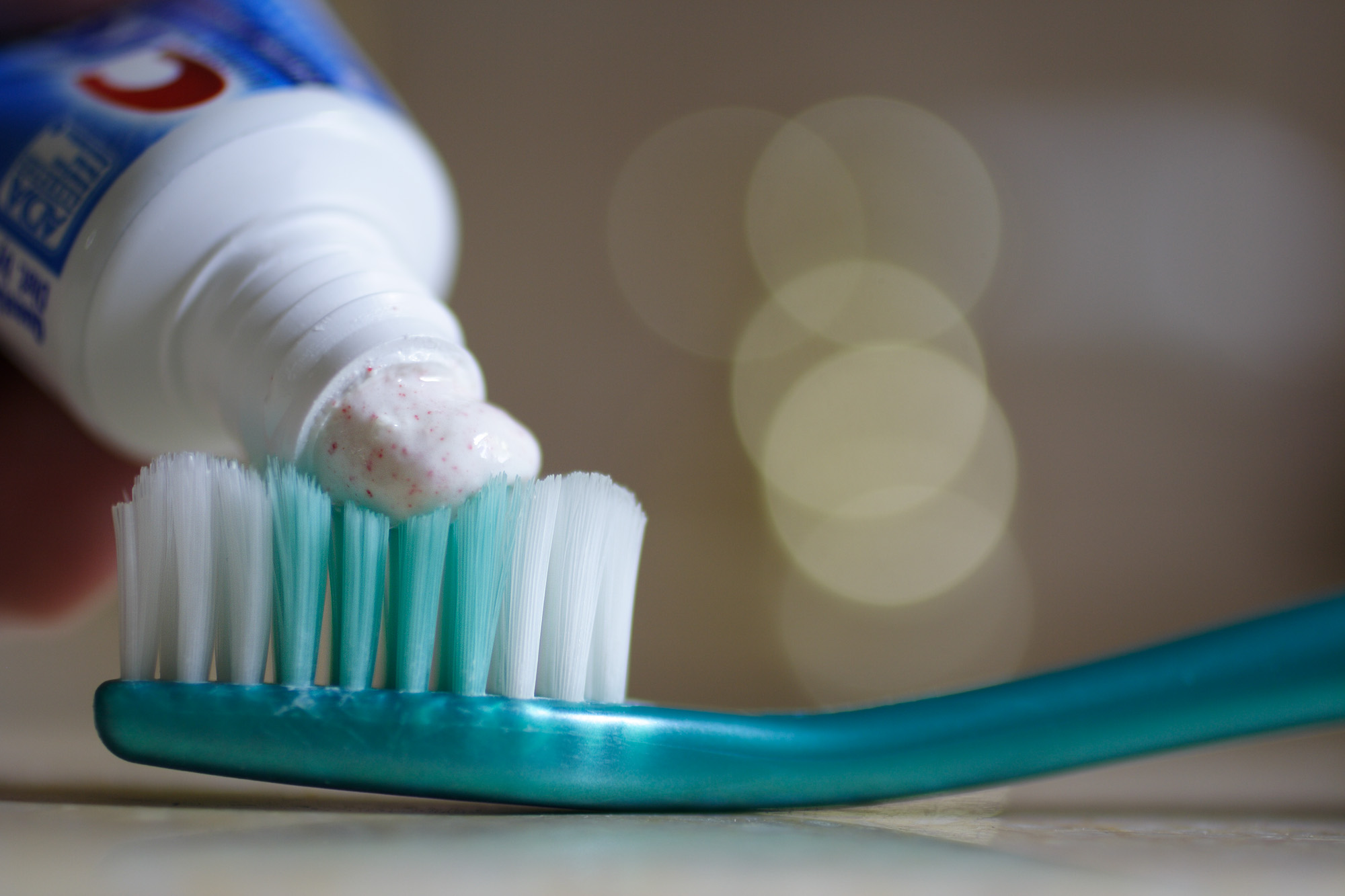
Le dentifrice au fluor est efficace contre les caries. Il est largement utilisé, mais moins chez les pauvres.

Le dentifrice au fluor est le traitement au fluor le plus largement utilisé et le plus rigoureusement évalué. Son introduction est considérée comme la principale raison du déclin des caries dans les pays développés, et le dentifrice semble être le seul facteur commun dans les pays où les caries ont diminué. Le dentifrice est la seule stratégie de fluoration réaliste dans de nombreux pays à faible revenu, où le manque d'infrastructures rend la fluoration de l'eau ou du sel irréalisable. Il repose sur le comportement individuel et familial, et son utilisation est moins probable dans les classes économiques inférieures ; dans les pays à faible revenu, il est inabordable pour les pauvres. Le dentifrice au fluor prévient environ 25 % des caries des jeunes dents permanentes, et son efficacité est améliorée si des concentrations plus élevées de fluor sont utilisées, ou si le brossage des dents est supervisé. Le bain de bouche et le gel au fluor sont à peu près aussi efficaces que le dentifrice au fluor ; le vernis au fluor prévient environ 45 % des caries. En comparaison, le brossage avec un dentifrice sans fluor n'a que peu d'effet sur les caries.

### Sel au fluor

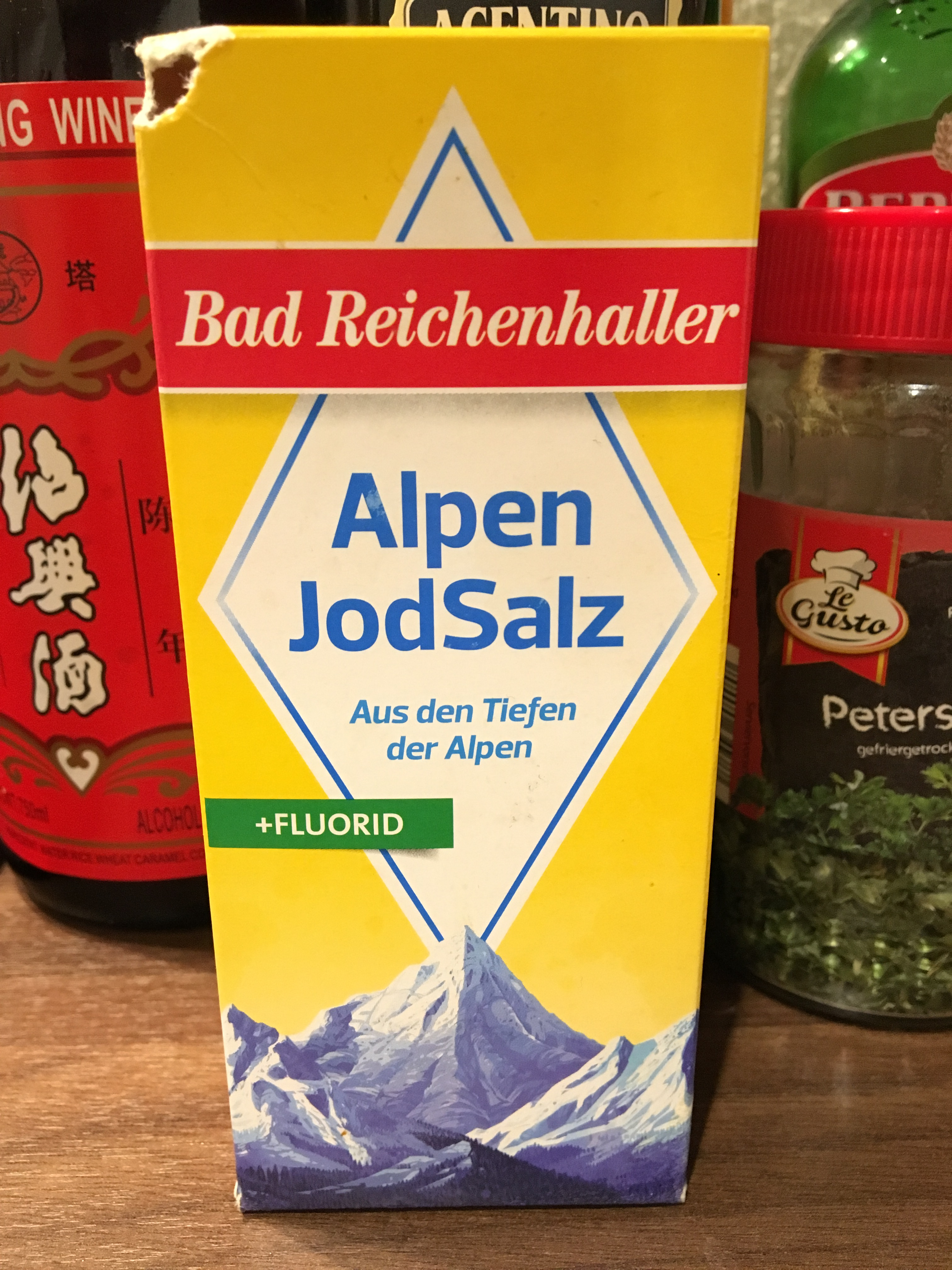
Sel iodé fluoré vendu en Allemagne.

L'efficacité de la fluoration du sel est à peu près la même que celle de la fluoration de l'eau, à condition que la majeure partie du sel destiné à la consommation humaine soit fluorée. Le sel fluoré parvient au consommateur sous forme de sel à la maison, dans les repas à l'école et dans les grandes cuisines, et dans le pain. Par exemple, la Jamaïque n'a qu'un seul producteur de sel, mais un système public d'approvisionnement en eau complexe ; elle a commencé à fluorer tout le sel en 1987, ce qui a permis de réduire le nombre de caries. La fluoration universelle du sel est également pratiquée en Colombie et dans le canton suisse de Vaud ; en Allemagne, le sel fluoré est largement utilisé dans les ménages, mais il existe également du sel non fluoré, ce qui donne aux consommateurs un choix. Les concentrations de fluorure dans le sel varient de 90 à 350 mg/kg, des études suggérant une concentration optimale d'environ 250 mg/kg.

### Régime alimentaire
D'autres stratégies de santé publique visant à lutter contre la carie dentaire, telles que l'éducation visant à modifier le comportement et le régime alimentaire, n'ont pas donné de résultats impressionnants. Bien que le fluor (sous sa forme de fluorure) soit le seul agent bien documenté qui contrôle la vitesse à laquelle les caries se développent, il a été suggéré que l'ajout de calcium à l'eau réduirait encore les caries. Parmi les autres agents permettant de prévenir la carie dentaire, on trouve des antibactériens comme la chlorhexidine et des substituts de sucre comme le xylitol. Le chewing-gum sucré au xylitol a été recommandé comme complément au fluor et à d'autres traitements conventionnels si la gomme n'est pas trop coûteuse. Deux approches proposées, la thérapie de remplacement des bactéries (probiotiques) et le vaccin contre les caries, partageraient l'avantage de la fluoration de l'eau, qui n'exige qu'un respect minimal de la part du patient, mais dont la sécurité et l'efficacité n'ont pas été prouvées. Parmi les autres approches expérimentales, on trouve le sucre fluoré, les polyphénols et les nanocomplexes de phosphopeptide de caséine et de phosphate de calcium amorphe.

### Fluoration du lait
La fluoration du lait est pratiquée par la Fondation Borrow dans certaines régions de Bulgarie, du Chili, du Pérou, de Russie, de Macédoine du Nord, de Thaïlande et du Royaume-Uni. Selon l'endroit, le fluor est ajouté au lait, au lait en poudre ou au yaourt. Par exemple, la fluoration du lait en poudre est utilisée dans les zones rurales du Chili où la fluoration de l'eau n'est pas techniquement possible. Ces programmes s'adressent aux enfants et n'ont ni ciblé ni été évalués pour les adultes. Un examen systématique a permis de trouver des preuves de faible qualité pour soutenir cette pratique, mais a également conclu que des études supplémentaires étaient nécessaires.
Une étude australienne de 2007 a conclu que la fluoration de l'eau est le moyen le plus efficace et le plus équitable socialement pour exposer des communautés entières aux effets du fluor sur la prévention des caries. Une revue américaine de 2002 a estimé que les produits d'étanchéité réduisaient les caries d'environ 60 % dans l'ensemble, contre environ 18 à 50 % pour le fluor. Une étude italienne de 2007 suggère que la fluoration de l'eau n'est peut-être pas nécessaire, en particulier dans les pays industrialisés où les caries sont devenues rares, et conclut que le dentifrice et les autres fluors topiques sont le meilleur moyen de prévenir les caries dans le monde. Une étude de l'Organisation mondiale de la santé de 2004 a établi que la fluoration de l'eau, lorsqu'elle est culturellement acceptable et techniquement réalisable, présente des avantages substantiels pour prévenir la carie dentaire, en particulier pour les sous-groupes à haut risque.

## Utilisation dans le monde

Pourcentage de la population recevant de l'eau fluorée, aussi bien artificielle que naturelle, en 2012.
80–100%
60–80%
40–60%
20–40%
1–20%
< 1%
inconnu

En novembre 2012, environ 378 millions de personnes dans le monde reçoivent de l'eau fluorée artificiellement. La majorité d'entre elles se trouvaient aux États-Unis. Environ 40 millions de personnes dans le monde reçoivent de l'eau naturellement fluorée aux niveaux recommandés:56.
La plupart des premiers travaux visant à établir le lien entre le fluor et la santé dentaire ont été réalisés par des scientifiques américains au début du XXe siècle, et les États-Unis ont été le premier pays à mettre en œuvre la fluoration de l'eau publique à grande échelle. Elle a été introduite à des degrés divers dans de nombreux pays et territoires en dehors des États-Unis, notamment l'Argentine, l'Australie, le Brésil, le Canada, le Chili, la Colombie, Hong Kong, l'Irlande, Israël, la Corée, la Malaisie, la Nouvelle-Zélande, les Philippines, la Serbie, Singapour, l'Espagne, le Royaume-Uni et le Vietnam. En 2004, on estime que 13,7 millions de personnes en Europe occidentale et 194 millions aux États-Unis ont reçu de l'eau artificiellement fluorée. En 2010, environ 66 % de la population américaine recevait de l'eau fluorée.
L'eau naturellement fluorée est utilisée par environ 4 % de la population mondiale, dans des pays comme l'Argentine, la France, le Gabon, la Libye, le Mexique, le Sénégal, le Sri Lanka, la Tanzanie, les États-Unis et le Zimbabwe. Dans certains endroits, notamment dans certaines régions d'Afrique, en Chine et en Inde, la fluoration naturelle dépasse les niveaux recommandés.

### Abandon de la fluoration de l'eau
Des communautés ont mis fin à la fluoration de l'eau dans certains pays, dont la Finlande, l'Allemagne, le Japon, les Pays-Bas et la Suisse. Le 26 août 2014, Israël a cessé d'imposer la fluoration, déclarant : « Seulement 1 % de l'eau est utilisé pour la boisson, tandis que 99 % de l'eau est destinée à d'autres usages (industrie, agriculture, toilettes à chasse d'eau, etc..). Il existe également des preuves scientifiques que le fluor en grande quantité peut nuire à la santé. Lorsque le fluor est fourni par l'eau potable, il n'y a aucun contrôle concernant la quantité de fluor effectivement consommée, ce qui pourrait entraîner une consommation excessive. L'approvisionnement en eau fluorée oblige ceux qui ne le souhaitent pas à consommer également de l'eau additionnée de fluorure. Cette approche n'est donc pas acceptée dans la plupart des pays du monde »,. Ce changement a souvent été motivé par l'opposition politique à la fluoration de l'eau, mais parfois le besoin de fluoration de l'eau a été satisfait par des stratégies alternatives. L'utilisation du fluor sous ses diverses formes est le fondement de la prévention des caries dentaires dans toute l'Europe ; plusieurs pays ont introduit le sel fluoré, avec un succès variable : en Suisse et en Allemagne, le sel fluoré représente 65 à 70 % du marché intérieur, tandis qu'en France, la part de marché a atteint 60 % en 1993 mais est tombée à 14 % en 2009 ; l'Espagne, deuxième pays d'Europe occidentale à avoir introduit la fluoration du sel de table en 1986, a déclaré une part de marché de seulement 10 % en 2006. Dans trois autres pays d'Europe occidentale, la Grèce, l'Autriche et les Pays-Bas, il existe un cadre juridique pour la production et la commercialisation de sel alimentaire fluoré. Au moins six pays d'Europe centrale (Hongrie, Tchéquie, Slovaquie, Croatie, Slovénie, Roumanie) ont montré un certain intérêt pour la fluoration du sel ; toutefois, une utilisation significative d'environ 35 % n'a été réalisée qu'en Tchéquie. Slovaquie disposait de l'équipement nécessaire pour traiter le sel en 2005 ; dans les quatre autres pays, les tentatives d'introduction du sel fluoré n'ont pas abouti,.

## Histoire de la fluoration

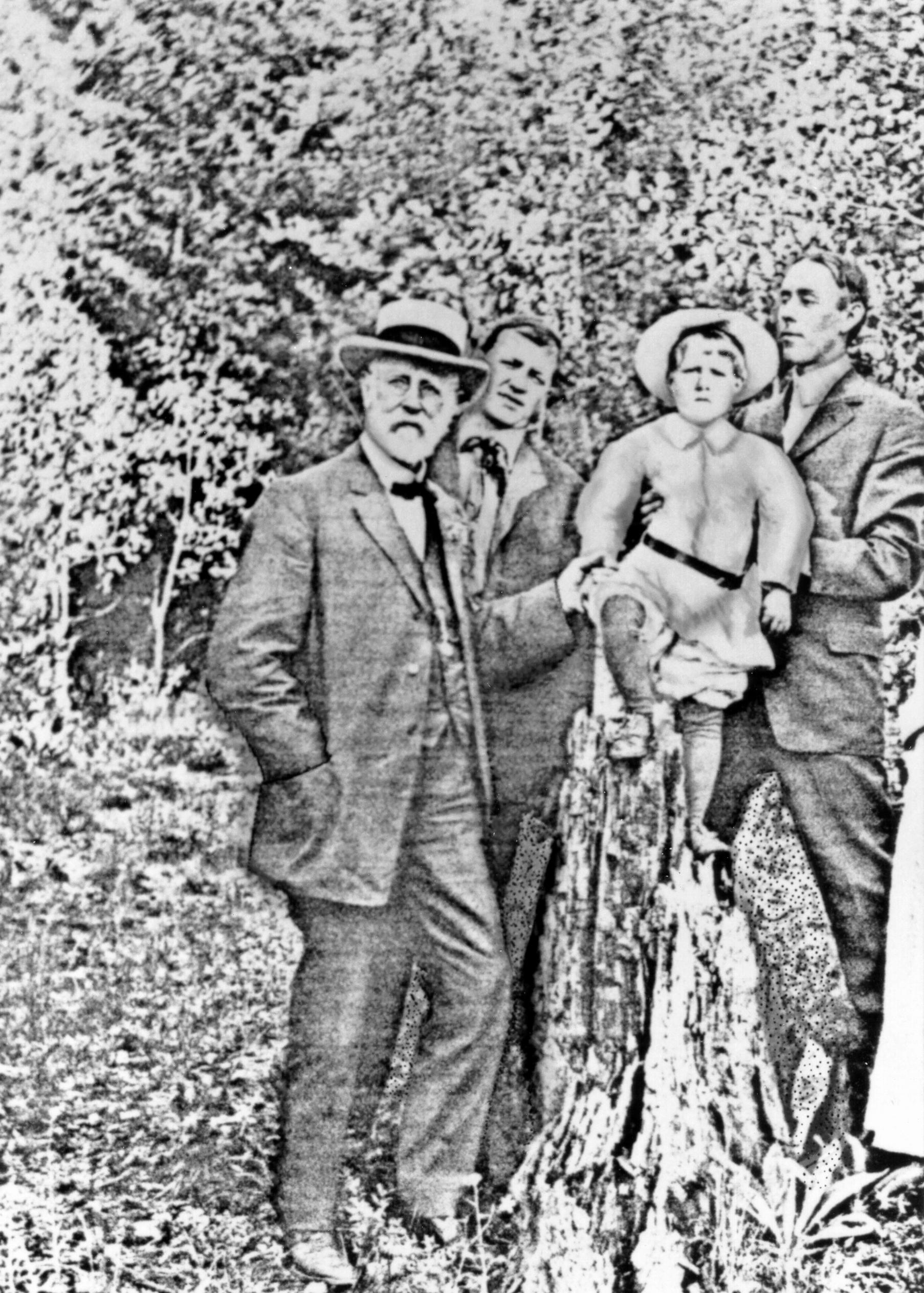
Photographie de 1909 par Frederick McKay de G.V. Black (à gauche), Isaac Burton et F.Y. Wilson, étudiant la tache brune du Colorado.

L'histoire de la fluoration de l'eau peut être divisée en trois périodes. La première (c. 1801-1933) a été la recherche de la cause d'une forme d'émail dentaire tacheté appelée « tache brune du Colorado ». La seconde (c. 1933-1945) s'est concentrée sur la relation entre les concentrations de fluor (fluorure), la fluorose et la carie dentaire, et a établi que des niveaux modérés de fluor préviennent les caries. La troisième période, à partir de 1945, s'est concentrée sur l'ajout de fluorure dans l'approvisionnement en eau des communautés.
Dans la première moitié du XIXe siècle, les chercheurs ont établi que le fluor se trouve à des concentrations variables dans les dents, les os et l'eau potable. Dans la seconde moitié, ils ont spéculé que le fluor protégerait contre la carie dentaire, ont proposé de compléter l'alimentation par du fluor et ont observé des taches sur l'émail (aujourd'hui qualifiées de fluorose dentaire sévère) sans en connaître la cause. En 1874, le responsable allemand de la santé publique, Carl Wilhelm Eugen Erhardt, a recommandé des suppléments de fluorure de potassium pour préserver les dents,. En 1892, le médecin britannique James Crichton-Browne nota dans un discours que l'absence de fluor dans les régimes alimentaires avait entraîné des dents « particulièrement sujettes à la carie » et proposa « la réintroduction dans notre alimentation [...] du fluor sous une forme naturelle appropriée [...] pour fortifier les dents de la prochaine génération ».
Les recherches du dentiste Frederick McKay (1874-1959) sont à la base de la fluoration de l'eau aux États-Unis. McKay a passé trente ans à rechercher la cause de ce qui était alors connu sous le nom de tache brune du Colorado, qui produisait des dents tachetées mais aussi sans carie ; avec l'aide de G.V. Black et d'autres chercheurs, il a établi que la cause était le fluor. Le premier rapport d'une association statistique entre la tache et l'absence de carie dentaire a été fait par le dentiste britannique Norman Ainsworth en 1925. En 1931, un chimiste d'Alcoa, H.V. Churchill, préoccupé par un lien possible entre l'aluminium et la coloration, a analysé l'eau de plusieurs zones où la coloration était courante et a constaté que le fluor était le facteur commun.

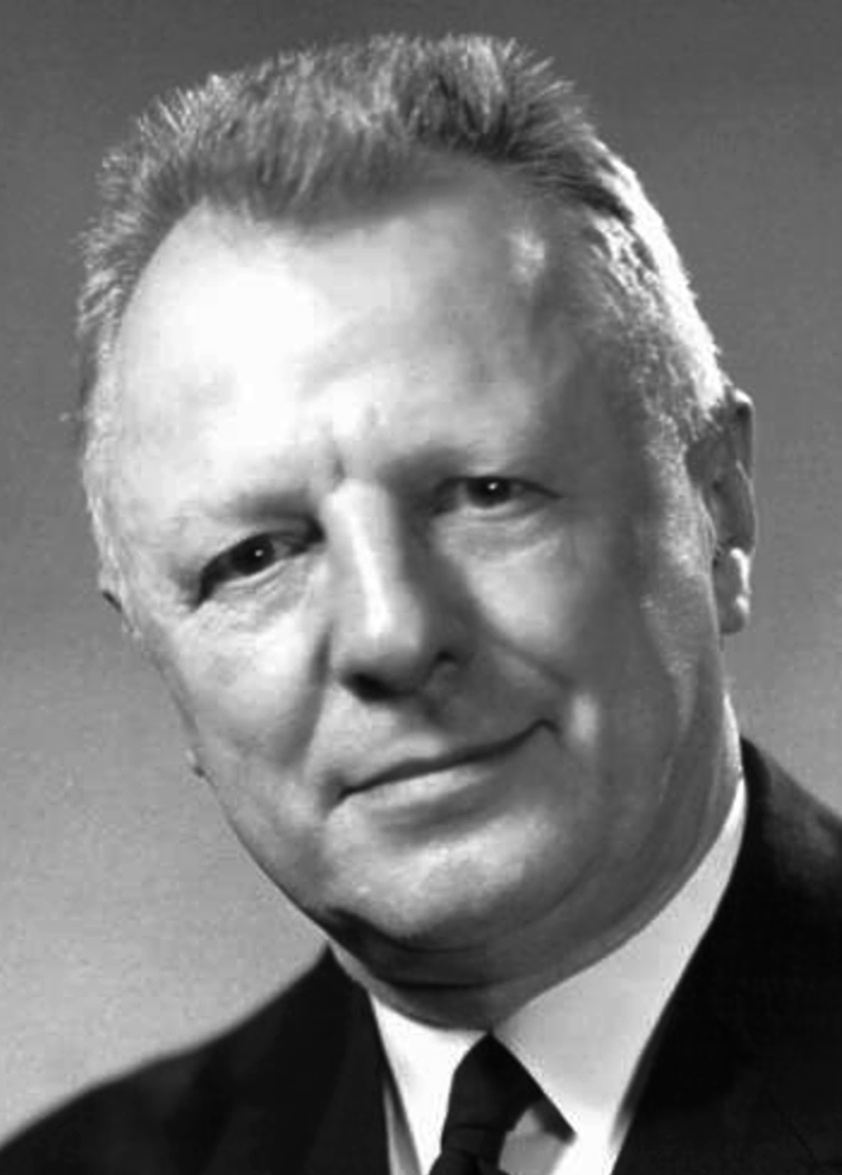
a entrepris en 1931 d'étudier les effets nocifs du fluor, mais dès 1950, il avait démontré les effets préventifs de petites quantités de fluor sur les caries.

Dans les années 1930 et au début des années 1940, Henry Trendley Dean (en) et ses collègues du nouvel Institut national de la santé des États-Unis ont publié plusieurs études épidémiologiques suggérant qu'une concentration de fluor d'environ 1 mg/L était associée à un nombre nettement inférieur de caries dans les climats tempérés, et qu'elle augmentait la fluorose mais seulement à un niveau qui n'était pas préoccupant d'un point de vue médical ou esthétique. D'autres études n'ont trouvé aucun autre effet négatif significatif, même dans les régions où la concentration de fluor atteignait 8 mg/L. Pour tester l'hypothèse selon laquelle l'ajout de fluorure empêcherait la formation de caries, Dean et ses collègues ont mené une expérience témoin en fluorant l'eau à Grand Rapids, au Michigan, à partir du 25 janvier 1945. Les résultats, publiés en 1950, ont montré une réduction significative des caries. Des réductions significatives des caries ont également été signalées par d'importantes études antérieures menées en dehors des États-Unis, notamment l'étude Brantford-Sarnia-Stratford au Canada (1945-1962), l'étude Tiel-Culemborg aux Pays-Bas (1953-1969), l'étude Hastings en Nouvelle-Zélande (1954-1970) et l'étude du ministère de la santé au Royaume-Uni (1955-1960). Selon les normes actuelles, ces études et d'autres études pionnières étaient rudimentaires, mais la forte réduction des caries a convaincu les professionnels de la santé publique des avantages de la fluoration.

### Extension de la fluoration après la guerre
La fluoration devient une politique officielle du Service de santé publique des États-Unis en 1951, et en 1960, la fluoration de l'eau est devenue largement utilisée aux États-Unis, touchant environ 50 millions de personnes. En 2006, 69,2 % de la population américaine utilisant les systèmes d'eau publics recevaient de l'eau fluorée, soit 61,5 % de la population américaine totale ; 3 % de la population utilisant les systèmes d'eau publics recevaient du fluor d'origine naturelle. Dans certains autres pays, la situation était similaire. La Nouvelle-Zélande, qui était alors en tête du classement mondial de la consommation de sucre par habitant et qui a les pires dents du monde, a commencé la fluoration en 1953, et en 1968, 65 % de la population desservie par un réseau d'eau courante utilisait la fluoration. 
La fluoration est introduite au Brésil en 1953, et réglementée par une loi fédérale à partir de 1974, et en 2004, elle est utilisée par 71 % de la population. En Irlande, la fluoration a été légiférée en 1960, et après une contestation constitutionnelle, les deux grandes villes de Dublin et Cork l'ont commencée en 1964 ; la fluoration est devenue obligatoire pour tous les systèmes d'eau publics importants et, en 1996, elle atteignait 66 % de la population. 
Dans d'autres pays, la fluoration est utilisée puis abandonnée : à Kuopio, en Finlande, la fluoration, utilisée pendant des décennies, est abandonnée parce que le service dentaire scolaire offre des programmes de fluorisation importants et que le risque de carie et faible, et à Bâle, en Suisse, elle est remplacée par du sel fluoré.
Les travaux de McKay avaient établi que la fluorose se produisait avant l'éruption des dents. Dean et ses collègues ont supposé que la protection du fluor contre les caries était également pré-éruptive, et cette hypothèse erronée a été acceptée pendant des années. Mais à partir de 2000, les effets topiques du fluor (dans l'eau et le dentifrice) étaient bien compris, et l'on savait qu'un niveau bas et constant de fluor dans la bouche était le meilleur moyen de prévenir les caries.

## Coût de la fluoration
En 2001, le coût de la fluoration était estimé à 1,11 dollars par année-personne en moyenne (fourchette : 0,26 à 11,69 US$ ; tous les coûts mentionnés dans ce paragraphe concernent les États-Unis et sont exprimés en dollars de 2019, corrigés de l'inflation par rapport aux estimations précédentes). Les grands systèmes d'eau ont un coût par habitant plus faible, et le coût est également influencé par le nombre de points d'injection de fluorure dans le système d'eau, le type d'équipement d'alimentation et de surveillance, le produit chimique fluoré et son transport et son stockage, et l'expertise du personnel de l'usine d'eau. Dans les pays riches, le coût de la fluoration du sel est également négligeable ; les pays en développement peuvent trouver le coût d'importation de l'additif fluoré prohibitif. En comparaison, le dentifrice au fluor coûte environ 9 à 18 dollars par personne-année, le coût supplémentaire étant nul pour les personnes qui se brossent déjà les dents pour d'autres raisons ; et le nettoyage dentaire et l'application de vernis ou de gel fluoré coûtent environ 101 dollars par personne-année. Dans le pire des cas, avec l'efficacité estimée la plus faible et les coûts d'exploitation estimés les plus élevés pour les petites villes, la fluoration coûte environ 17 à 26 dollars par surface cariée sauvée, ce qui est inférieur aux 100 dollars estimés pour restaurer la surface et aux 169 dollars de coût moyen actualisé sur toute la durée de vie de la surface cariée, qui comprend le coût d'entretien de la surface restaurée de la dent. On ne sait pas combien d'argent est dépensé dans les pays industriels pour traiter la fluorose dentaire, qui est principalement due au fluorure provenant du dentifrice avalé.
Bien qu'un groupe de travail sur la rentabilité de la prévention des caries ait conclu en 1989 que la fluoration de l'eau est l'une des rares mesures de santé publique qui permettent d'économiser plus d'argent qu'elles n'en coûtent, peu de recherches de qualité ont été menées sur la rentabilité et les données solides sont rares,. Les scellants dentaires ne sont rentables que lorsqu'ils sont appliqués sur des enfants et des dents à haut risque. Une étude américaine de 2002 a estimé qu'en moyenne, le scellement des premières molaires permanentes permet de réaliser des économies lorsqu'elles se carient plus rapidement que 0,47 surface par année-personne, tandis que la fluoration de l'eau permet de réaliser des économies lorsque l'incidence totale des caries dépasse 0,06 surface par personne-année Aux États-Unis, la fluoration de l'eau est plus rentable que d'autres méthodes pour réduire les caries chez les enfants, et une étude de 2008 a conclu que la fluoration de l'eau est le meilleur outil pour lutter contre les caries dans de nombreux pays, notamment parmi les groupes socialement défavorisés. Un examen de 2016 des études publiées entre 1995 et 2013 a montré que la fluoration de l'eau aux États-Unis était rentable, et qu'elle l'était davantage dans les grandes communautés.
Les données américaines de 1974 à 1992 indiquent que lorsque la fluoration de l'eau est introduite dans une communauté, il y a une diminution significative du nombre d'employés par cabinet dentaire et du nombre de cabinets dentaires. Les données suggèrent que certains dentistes répondent au choc de la demande en se déplaçant vers des zones non fluorées et en se recyclant en tant que spécialistes.

## Oppositions à la fluoration de l'eau

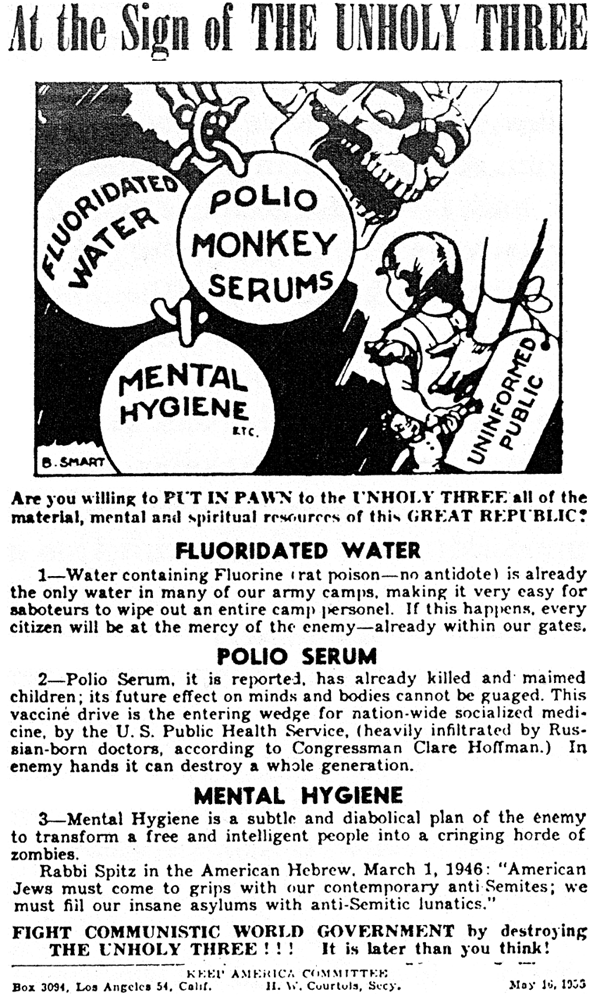
Affiche américaine datant des années 1950 contre la fluoration de l'eau et la santé publique imposée, y distinguant les prémices d'un gouvernement mondial totalitaire de type communiste.

La controverse sur la fluoration de l'eau a pour origine des préoccupations politiques, morales, éthiques, économiques et de sécurité concernant la fluoration des réserves d'eau publiques,.
Pour les groupes défavorisés dans les pays matures et en voie de développement, les agences internationales et nationales et les associations dentaires du monde entier soutiennent la sécurité et l'efficacité de la fluoration de l'eau. Les avis des autorités sont mitigés sur quelle thérapie de fluor est la plus efficace pour prévenir la carie dentaire dans les communautés ; certaines affirment que la fluoration de l'eau est la plus efficace, tandis que d'autres ne voient aucun avantage particulier et préfèrent des stratégies d'application topique,.
Les opposants affirment que la fluoration de l'eau n'a pas ou peu de bénéfices cariostatiques, peut causer de graves problèmes de santé, n'est pas assez efficace pour justifier les coûts, est pharmacologiquement (en) obsolète,,,, et présente un conflit moral entre le bien commun et les droits individuels.
Au Québec l'association Action Fluor Québec liste les articles et publications dénonçant et évaluant les seuils de toxicité du fluor.

### Dénonciation dans la culture
Le point de départ du film Docteur Folamour de Stanley Kubrick, sorti en 1964, est la décision d'un général de lancer une attaque nucléaire massive contre l'URSS parce qu'il croit que la fluoration de l'eau est un complot des communistes.